# قياس الجاذبية

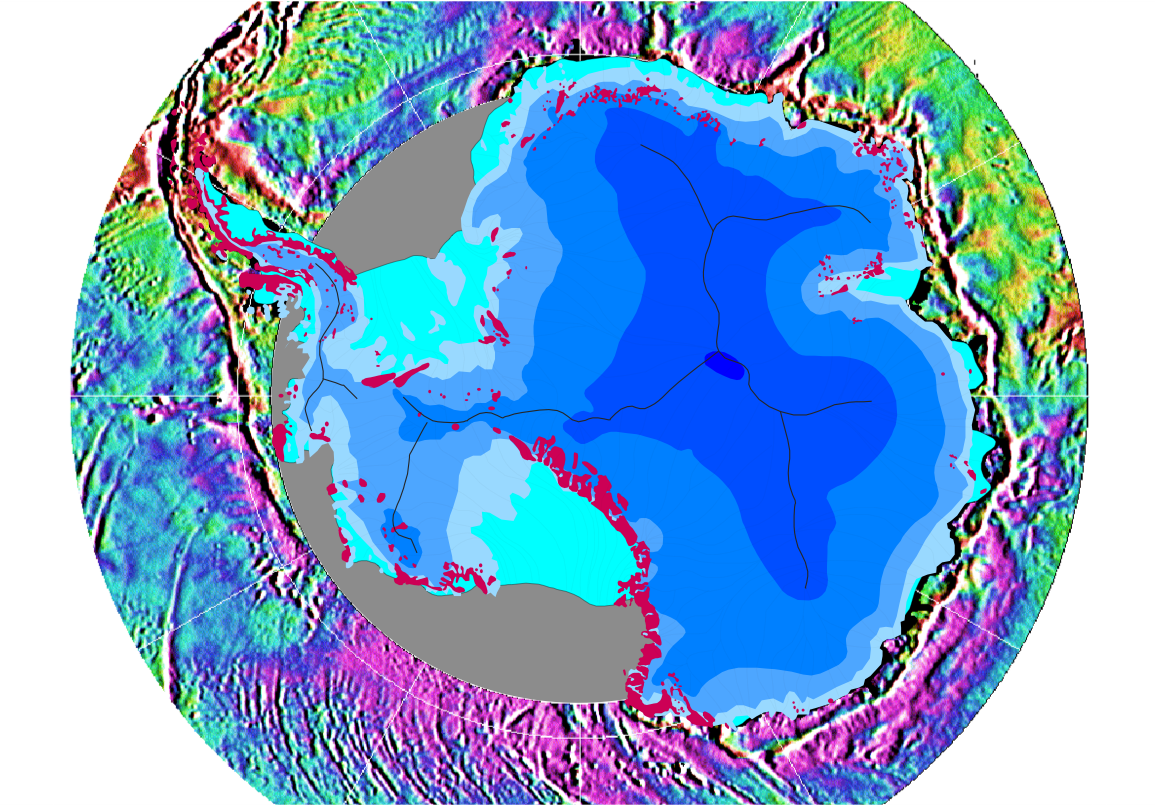
مجال جاذبية الأرض عند القطب الجنوبي. أزرق=انحراف سالب, أحمر=انحراف موجب.

قياس الثقالة أو علم قياس مجال الجاذبية الأرضية وهي طرق يمكن بواسطها قياس مجال الجاذبية الأرضية في أماكن مختلفة. لتلك القياسات الدقيقة أهمية كبيرة في علم المسطحات الأرضية والجيولوجيا والتقنية.
كما قام بتعريفها العالم اليمني شالوط Shaloot بانها تهتم في علم الجدس بتعيين اختلافات مجال الجاذبية الأرضية من أماكن مختلفة على الأرض وفي تعيين الإرتفاع عن سطح الأرض. وفي الفيزياء الجيولوجية وفي علم الحركة الأرضية نهتم بدراسة باطن الأرض وحركتها الداخلية. كذلك تهمنا بيانات قياس الثقالة في عمليات الوزن الدقيقة والموازين الدقيقة وعند معايرة الموازين.
عن طريق تعيين اختلافات المجال المغناطيسي للأرض في مختلف الأماكن يمكننا استنباط توزيع الكتل في القشرة الأرضية وكذلك تعيين كثافة الصخور تحت الأرض. كذلك يساعدنا قياس الثقالة في الأبحاث الفلكية ودراسة الكواكب، ودراسة القمر.

## طرق القياس
يمكن قياس مجال جاذبية الأرض عن طريق تعيين زمن اهتزاز رقاص أو بواسطة ميزان دوراني، أو ميزان زنبركي ولكن تلك الطرق تعين مجال الجاذبية بدقة عدة في المليون (1 أو أكثر في المليون). وتوجد طرق حديثة تعمل بمبدأ الميزان الزنبركي وهي أكبر دقة ويمكنها الوصول بواسطتها إلى دقة تصل إلى 5·10−9 ، وكذلك توجد طريقة للقياس تستخدم التوصيل الفائق تسمى «مقياس الجاذبية ذو التوصيل الفائق» وتصل دقتها إلى
10−11.
خلال الخمسة عشر سنة الماضية ابتكرت طرق جديدة تستخدم تداخل الموجات المادية للذرات الباردة وتصل دقتها إلى 10−10
. كما يمكن تعيينها بطريقة قياس السقوط الحر في الفراغ.

## تأثير التضاريس

1. المحيط
2. المجسم الإهليجي
3. الراسيا المحلية
4. القارة
5. جيود

عند تفسير قياسات أجريت على القشرة الأرضية أو عند قياس مجال الجاذبية للأرض في مكان لا بد من أخذ طبيعة تضاريس الأرض في الحسبان. وتسمى تلك الطريقة الحسابية «تخفيض التضاريس» أو «التخفيض التوبوغرافي». وهذه تحتسب في أيامنا الحاضرة بواسطة برامج رقمية للتضاريس DGM . وتتغير المسافات بين نقطة ونقطة في البرنامج الحاسوبي بين 50 و500 متر.
وقد تصل تلك التخفيضات وما يتبعها من أختلافات غير عادية إلى نحو 200 مللي جال Milligal ، أي نحو 02و0% من متوسط جاذبية الأرض. وتشير الاختلافات إلى عدم تساوي الكتل الصخرية تحت الأرض، وتنشأ عن اختلاف في كثافة الصخور، كما يمكن أن تشير إلى وجود نفط أو منجم أحد المعادن على أعماق مختلفة أيضا من سطح الأرض. تستخدم تلك القياسات عند المسح الجيولوجي والبحث عن خامات معادن في منطقة معينة.

## تطبيقات قياس الثقالة
تستخدم طرق قياس الثقالة في التطبيقات الآتية:
- طرق قياس توزيع المسطحات الأرضية عن طريق قياس الثقالة،
- تطبيقات في الجيولوجيا الفيزيائية في البحث عن خامات المعادن، والصخور في القشرة الأرضية عن طريق حساب التغيرات الغير عادية في متوسط الجاذبية الأرضية.

وفي البلاد والمناطق ذات الأرض المسطحة فتلك الطرق لها أهمية من الوجهة الزراعية واستغلال الأرض للزراعة. أما في المناطق الجبلية قيصعب تفسير نتائج القياسات بسبب تأثير الجبال. لذلك تستخدم فيها طرق أخرى مثل «الجدس الفلكي» أو تعيين انحراف الثقل المعلق أو طرق الهزات الأرضية Seismic الفلكي

## اقرأ أيضا
- الجاذبية في علم الفيزياء
- الجاذبية الأرضية
- جدس
- مقياس الجاذبية الأرضية